# Тронов, Валентин Петрович
Валентин Петрович Тронов (7 октября 1930 — 2 мая 2014) — Доктор технических наук (1969), профессор (1971), doctor of Science USA (9/02/1974), член-корреспондент Академии наук Республики Татарстан (1992), главный научный сотрудник ТатНИПИнефти. Заслуженный деятель науки и техники РСФСР (1987) и ТАССР (1980), заслуженный изобретатель РСФСР (1976). Почетный нефтяник Российской Федерации (2000). Лауреат Государственной премии Республики Татарстан в области науки и техники (1997). Почетный гражданин города Бугульмы (2000).
Окончил с отличием Грозненский нефтяной институт. Работал инженером, младшим и старшим научным сотрудником, руководителем сектора, лаборатории ВНИИУС, заведующим лабораторией ТатНИИ, заведующим отделом ТатНИПИнефть.

## Биография
1943 г. — пастух, ездовой совхоза в Старой станице, г. Армавир Краснодарского Края.
С 09.1949 г. по 06.1951 г. — студент Грозненского ордена Трудового Красного Знамени нефтяного института.
С 06.1951 г. по 04.1955 г. — репрессирован по ст. 58.10 сроком на 8 лет и работал в лагерях на строительстве Гидролизного завода, п/я 232 пос. Першино Свердловской области в качестве рабочего, геодезиста, контрольного мастера. Досрочно освобожден за трудовые успехи 04.1955 г. и полностью реабилитирован по собственному протесту 09.1955 г. (до ХХ съезда КПСС).
С 06.1955 г. по 07.1955 г. — монтажник мостопоезда 835 в г. Крымске Краснодарского края.
С 09.1955 г. по 07.1956 г. — студент Краснодарского нефтяного техникума.
С 09.1956 г. восстановлен студентом Грозненского нефтяного института и направлен на работу в ТатНИИ г. Бугульма, в котором с 08.1959 г. по 09.1964 г. работал инженером, младшим и старшим научным сотрудником, руководителем сектора, лаборатории.
С 09.1965 г. по 10.1965 г. — исполняющий обязанности заместителя директора по научной работе Всесоюзного научно — исследовательского института углеводородного сырья в г. Казани (ВНИИУС).
С 10.1965 г. по 03.1971 г. — заведующий лабораторией ТатНИИ.
С 1971 г. по 2012 г. — заведующий отделом ТатНИПИнефть.

## Образование
Средняя школа № 1 ст. Крымская Краснодарского края — с Золотой медалью в 1949 г.
Грозненский ордена Трудового Знамени нефтяной институт — с отличием в 1959 г.
Аспирантура ВНИИнефть в Москве в 1962 г. (досрочно на 2 года).

## Награды
- за заслуги в развитии нефтяной промышленности орден Трудового Красного Знамени № 533235. Указом Президиума Верховного Совета СССР от 30 марта 1971 года (№ 799009).
- за заслуги в развитии науки и техники и укрепление экономического потенциала страны орден Октябрьской революции № 58760. Указом Президиума Верховного Совета СССР от 19 февраля 1974 года (№ 364414).
- Главный комитет Выставки достижения народного хозяйства СССР постановлением от 22 декабря 1970 года наградил участников выставки 1970 года. Золотой медалью: т.т. Вахитова Г. Г. и Тронова В. П.
- Медаль «За доблестный труд» (1970) — в ознаменование 100-летия со дня рождения В. И. Ленина
- медаль «Ветеран труда» (1985) — Тронов Валентин Петрович за долголетний добросовестный труд от имени Президиума Верховного Совета Татарской АССР от 23 января 1985 года награждён медалью «ВЕТЕРАН ТРУДА».
- 16 медалей ВДНХ СССР (5 золотых, 5 серебряных, 6 бронзовых, 1 золотая ВВЦР)

## Избранные труды

### Диссертации
- Тронов В. П. Некоторые вопросы механизма парафинизации промыслового оборудования и использование защитных покрытий для борьбы с отложениями парафина. Автореферат дис. на соискание ученой степени кандидата технических наук / Всесоюз. нефтегазовый науч.-исслед. ин-т. Москва: [б.и.], 1964. 26 с.
- Тронов В. П. Механизм формирования смолопарафиновых отложений и борьба с ними при добыче нефти. Автореферат дис. на соискание ученой степени доктора технических наук / Всесоюз. нефтегазовый науч.-исслед. ин-т. Татар. нефт. науч.-исслед. ин-т. М.: [б. и.], 1968. 46 с.

### Монографии
1. Ибрагимов  Н. Г., Тронов В. П., Гуськова И. А. Теория и практика методов борьбы с органическими отложениями на поздней стадии разработки нефтяных месторождений. М.: Нефтяное хоз-во, 2010. 238с. ISBN 978-5-93623-009-7
2. Тронов В. П. Промысловая подготовка нефти. М.: Недра, 1977. 271с.
3. Тронов В. П. Механизм образования смоло-парафиновых отложений и борьба с ними. М.: Недра, 1969. 192с.
4. Грайфер В. И., Тронов В. П., Губанов Б. Ф. Вопросы разрушения нефтяных эмульсий. Казань: Таткнигоиздат, 1967. 108 с.
5. Тронов В. П., Грайфер В. И., Саттаров У. Г. Деэмульсация нефти в трубопроводах. Казань: Таткнигоиздат, 1970. 152 с.
6. Тронов В. П., Грайфер В. И. Обезвоживание и обессоливание нефти: Из опыта работы объединения «Татнефть». Казань: Тат. кн. изд-во, 1974. 183 с.
7. Тронов В. П. Разрушение эмульсий при добыче нефти. М.: Недра, 1974. 270, [1] с.
8. Тронов В. П. Вопросы подготовки нефти, газа и воды за рубежом. М.: ВНИИОЭНГ, 1978. 61 с.
9. Тронов В. П. Промысловая подготовка нефти за рубежом. М.: Недра, 1983. 224 с.
10. Тронов В. П. Прогрессивные технологические процессы в добыче нефти: Сепарация газа, сокращение потерь. Казань: ФЭН, 1997. 309,[1] с.
11. Тронов В. П. Промысловая подготовка нефти. Казань: Фэн, 2000. 414, [1] с. ISBN 5-7544-0147-7
12. Тронов В. П., Тронов А. В. Очистка вод различных типов для использования в системе ППД. Казань: Фэн, 2001. 557 с. ISBN 5-7544-0169-8
13. Тронов В. П. Сепарация газа и сокращение потерь нефти. Казань: Фэн, 2002. 407 с. ISBN 5-7544-0147-7 : 900
14. Тронов В. П. Системы нефтегазосбора и гидродинамика основных технологических процессов. Казань: Фэн, 2002 (ООО Поволж. полигр. комб.). 511 с. ISBN 5-7544-0191-4 (в пер.)
15. Тронов В. П. Фильтрационные процессы и разработка нефтяных месторождений. Казань: Фəн, 2004. 581, [1] с. ISBN 5-7544-0248-1

### Патенты и изобретения
В. П. Тронов имеет свыше 200 авторских исследований, изобретений СССР, патентов РФ в областях разработки и эксплуатации нефтяных месторождений, опубликованы в государственных Бюллетенях изобретений, начиная с 1960 года. https://vptronov.ru/index.php?title=Труды#1960

### Статьи
Несколько сотен научных публикаций в период с 1960 по 2012 годы.